# Suşehri (district)
Suşehri is een Turks district in de provincie Sivas en telt 27.415 inwoners (2007). Het district heeft een oppervlakte van 831,5 km². Hoofdplaats is Suşehri.
De bevolkingsontwikkeling van het district is weergegeven in onderstaande tabel.
| 1997   | 2000   | 2007   |
| ------ | ------ | ------ |
| 45.041 | 44.731 | 27.415 |